# Інтерліньяж

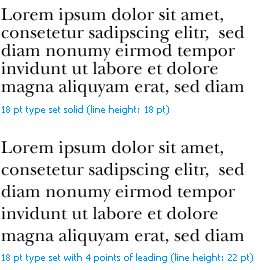
Угорі текст, набраний без Інтерліньяжу (висота рядка — 18 пт), нижче — текст, набраний з інтерліньяжем у 4 пт (висота рядка — 22 пт)

Інтерліньяж (з фр. interligne — «написане між рядків») — міжрядковий пробіл, відстань по вертикалі між двома базовими лініями рядків, міжрядковий інтервал. Вимірюється в пунктах і складається з кеглю шрифту і відстані між рядками. Деякі комп'ютерні програми використовують термін міжрядковий пробіл (англ. line spacing).
У період ручного набору свинець використовували відливати літери, а для збільшення відстані між рядками клали смугу свинцю (англ. lead). Звідси і походить англійська назва leading.
Оптимальним є інтерліньяж у 120 % від кегля шрифту (наприклад, кегль шрифту 10, відповідний йому інтерліньяж — 12 пунктів, записується 10/12). Величина інтерліньяж вибирається з урахуванням зручності для читання та повинна бути постійною для всього основного тексту. Зменшення або збільшення інтерліньяж порушує ритм читання.
Інтерліньяж вважається від'ємним, коли він менший, ніж розмір шрифту рядка (інтерліньяж 20 за кегля шрифту 24). Зменшуючи величину інтерліньяжу можна мати в результаті часткове накладання рядків. Від'ємний інтерліньяж у верстці майже не використовується, але можливість використовувати від'ємну величину корисна до оформлення різноманітних логограм, заголовків, колонтитулів, ілюстрацій, тощо.
Текст, у якому інтерліньяж дорівнює кеглю шрифту (кегль шрифту 12, інтерліньяж — 12, 12/12), називають набраним «без шпон», означає суцільний набір. Ця назва прийшла із ручного набору, коли один ряд літер встановлювався безпосередньо під іншим без додаткових шпон (свинцевих смуг).
Якщо в тексті інтерліньяж збільшений порівняно з суцільним набором, то про нього говорять як «набраний зі шпонами» (англ. extra lead — «додатковий свинець») (так про набір 12/13 можна сказати «набраний зі шпоном в 1 пункт»).